# Marcin Dunin
Marcin Dunin Sulgostowski de Łabędź (allemand : Martin von Dunin) (né le 11 novembre 1774, à Wał – mort le 26 décembre 1842, à Posen) a été archevêque de Posen et de Gnesen, primat de Pologne.

## Éducation
Il était le fils aîné de propriétaires terriens moyens, appelés Felicjan Dunin et Brygida Szczakowska, et a grandi sous la protection de son oncle, Wacław Szczakowski. Sa formation a commencé chez les Jésuites de l'école de Rawa Mazowiecka, qui était à l'époque une communauté dans le Congrès de la Pologne. Il a passé l'Abitur (fin d'études secondaires) en langue allemande à Bromberg (actuellement Bydgoszcz), la capitale historique du district prussien de Bromberg. Entre 1793 et 1797, il a étudié la théologie à Rome au Collegium Germanicum. Après avoir fini ses études, il fut ordonné prêtre.

## Épiscopat
Il retourne ensuite en Prusse où il est chanoine des communautés de Wislitz et Włocławek. En 1815, il devient chancelier de la Curie de Gnesen. En 1817 il devient conseiller royal pour l'éducation du district de Posen.

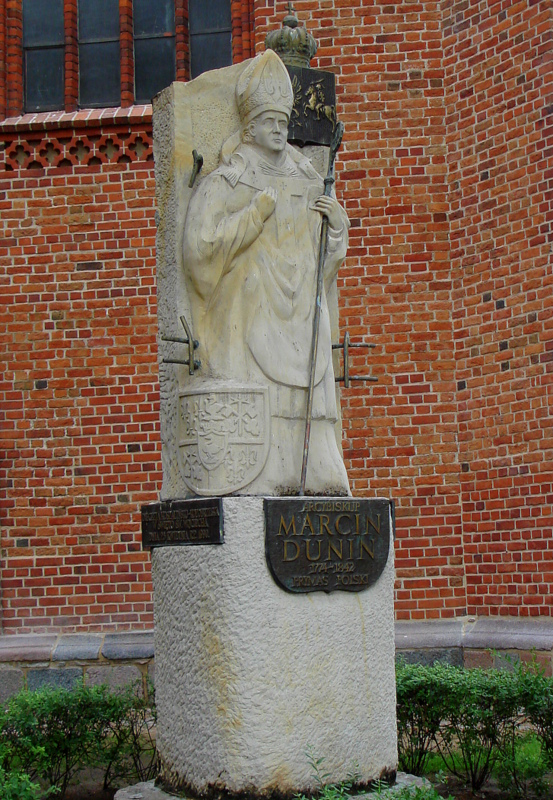
Kołobrzeg, statue de l'évêque.

## Évêque
Les autorités prussiennes, compte tenu de la fidélité de Dunin à la Prusse, le poussent comme candidat pour être archevêque de Posen et Gnesen. Il est nommé à ces offices en 1830 et devint évêque un an plus tard. Comme preuve de sa loyauté et à la demande du président du Grand-Duché de Posen, Eduard Flottwell, Dunin écrit une lettre pastorale condamnant l'Insurrection de novembre. D'autre part, Dunin obtenu l'autorisation pour les prêtres polonais de s'exprimer en polonais plutôt que l'allemand.

## Conflit avec la Prusse

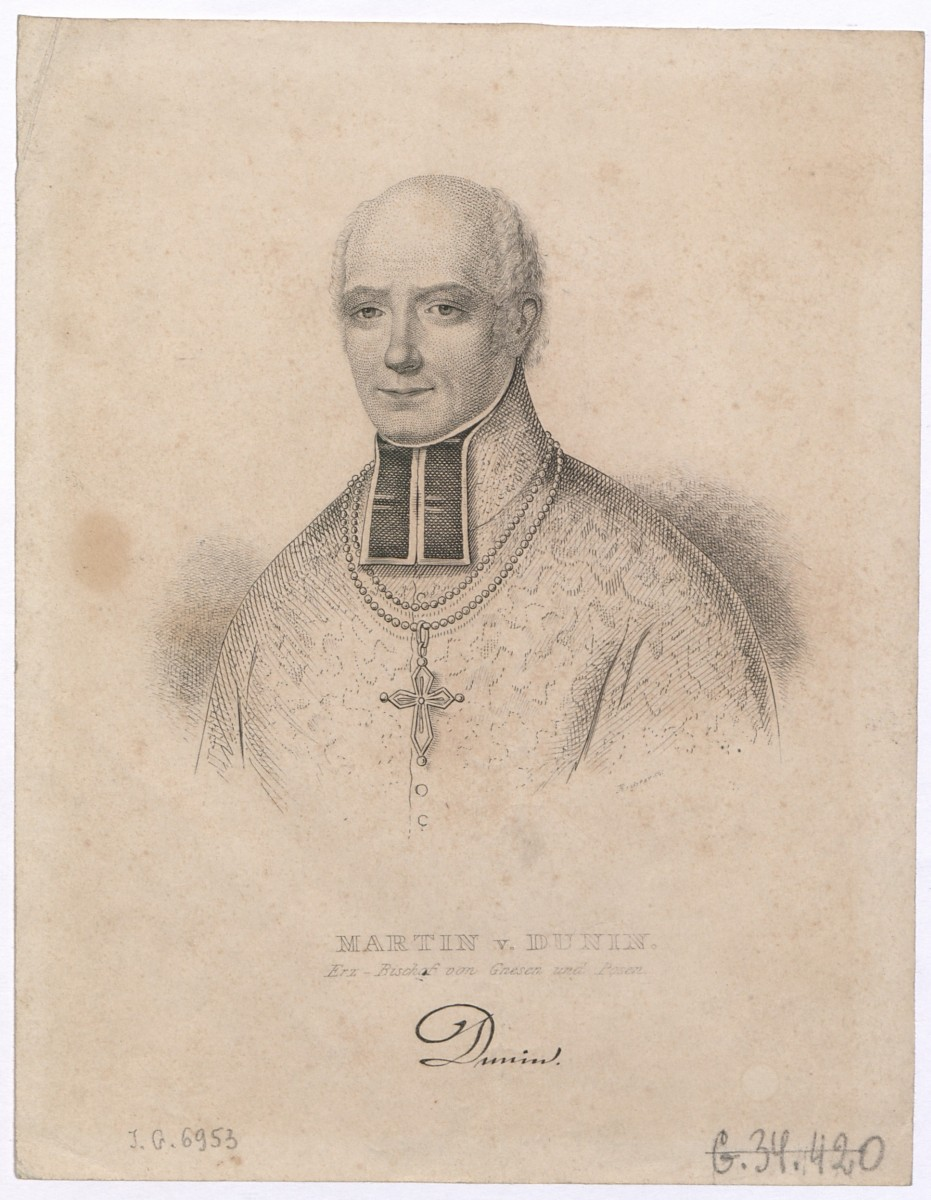
Son portrait et sa signature.

En 1837, le conflit entre les autorités prussiennes et l'archevêque débute. Dunin, selon le breve de Pie VIII (1830), annonce les époux des mariages mixtes entre catholiques et protestants doivent prêter serment d'éduquer leurs enfants dans la foi catholique. Les autorités prussiennes, protestantes, le condamnent à 6 mois d'internement et à la perte de ses trônes apostoliques. Il commence à purger sa peine le 3 avril 1839 à Berlin, mais considérant que cette intervention d'une autorité séculière sur une loi ecclésiastique est injustifiée, il part de Berlin pour Posen, où il est arrêté. Il est enfermé dans la prison de la forteresse à Kolberg (Kołobrzeg). Après dix mois de la peine, le nouveau roi Frédéric-Guillaume IV accorde sa liberté. Le monarque, pour éviter un soulèvement de la majorité polonaise du Grand-Duché, décide le licenciement de Flottwell. C'est un avant-goût du Kulturkampf.

Après son retour à Posen, Dunin jure fidélité au nouveau roi, mais il continue sa politique ecclésistique anti-Prussienne jusqu'à sa mort. Il est enterré dans la cathédrale de Poznań.

## Distinctions
Il est décoré de l'Ordre de l'Aigle Noir de Prusse.

## Travaux
- Wilhelm von Schütz; Martin von Dunin: Ueber die preussische Rechtsansicht wegen der gemischten Ehen. Beigefügtes Werk: Nebst Rechtfertigung des Herrn v. Dunin auf die von der königl. Regierung à Berlin durch die Staatszeitung vom 31. Décembre 1838 veröffentlichte Erklärung. Ratisbonne: Manz, 1839.
- Martin von Dunin und Franz Pohl: Erzbischof von Gnesen et Posen: eine biographische und kirchenhistorische Skizze. Marienburg: Dormann 1843. Posen: W. Stefański, 1850.
- Marcin Dunin: Książka ne nabożeństwa z polecenia najprzewielebniejszego śp. arcybiskupa Dunina dla wszystkich katolików szczególniej zaś dla wygody katolików Archidiecezyi Poznańskiéj je Gnieźnieńskiéj. 2. ed. 1850.
- Marcin Dunin: Książka ne nabożeństwa dla wszystkich katolików, szczególniéj zaś dla wygody katolików archidyecezyi gnieźnieńskiéj je poznańskiéj / z polecenia najprzewielebniejszego arcybiskupa Dunin ułożone. Leszno: E. Günther, 1853.
- Marcin Dunin: Książka ne nabożeństwa dla wszystkich katolików, szczególniéj zaś dla wygody katolików archidyecezyi gnieźnieńskiéj je poznańskiéj z polecenia najprzewielebniejszego X. arcy-biskupa Dunina ułożona, na nowo z rozkazu najprzewielebniejszego arcy-biskupa X. Leona Przyłuskiego przejrzana. Gnesen: J. B. Lange, 1861.
- Marcin Dunin: Książka ne nabożeństwa dla wszystkich katolików, szczególniéj zaś dla wygody katolików archidyecezyi gnieźnieńskiéj je poznańskiéj / z polecenia najprzewielebniejszego X. arcy-biskupa Dunina ułożona, na nowo z rozkazu najprzewielebniejszego arcy-biskupa X. Leona Przyłuskiego przejrzana. Gnesen: J. B. Lange, 1864.
- Marcin Dunin: Książka ne nabożeństwa dla wszystkich katolików / ułożona podług książki wydanéj z polecenia Najprzewielbniejszego Arcy-biskupa Dunina. Tschenstochau: Kohn und Oderfeld, 1887.
- Marcin Dunin: Nowy pana naszego Jezusa Chrystusa Testament z łacińskiego na język kpolski prezełożony przez Jakóba Wujka. Posen: Nakł. Ksiegarni Katolickiej, 1888.